# Памятник авиатору (Варшава)
Памятник Авиатору (пол. Pomnik Lotnika) — монумент, сооружённый в честь двух лётчиков Станислава Вигуры и Францишека Жвирко в Варшаве. Автор памятника — скульптор Эдвард Виттиг.

## История

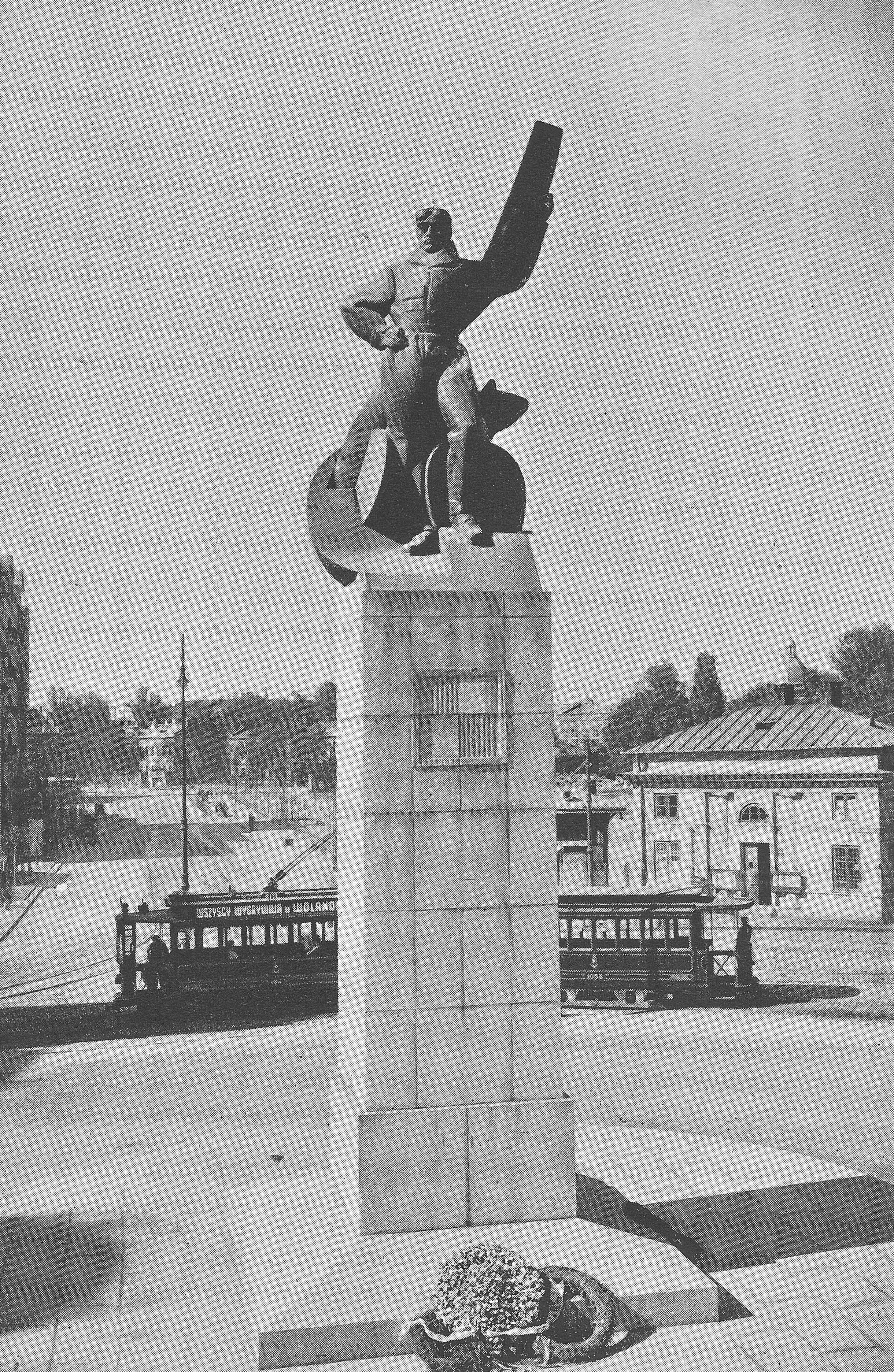
Довоенный памятник Авиатору

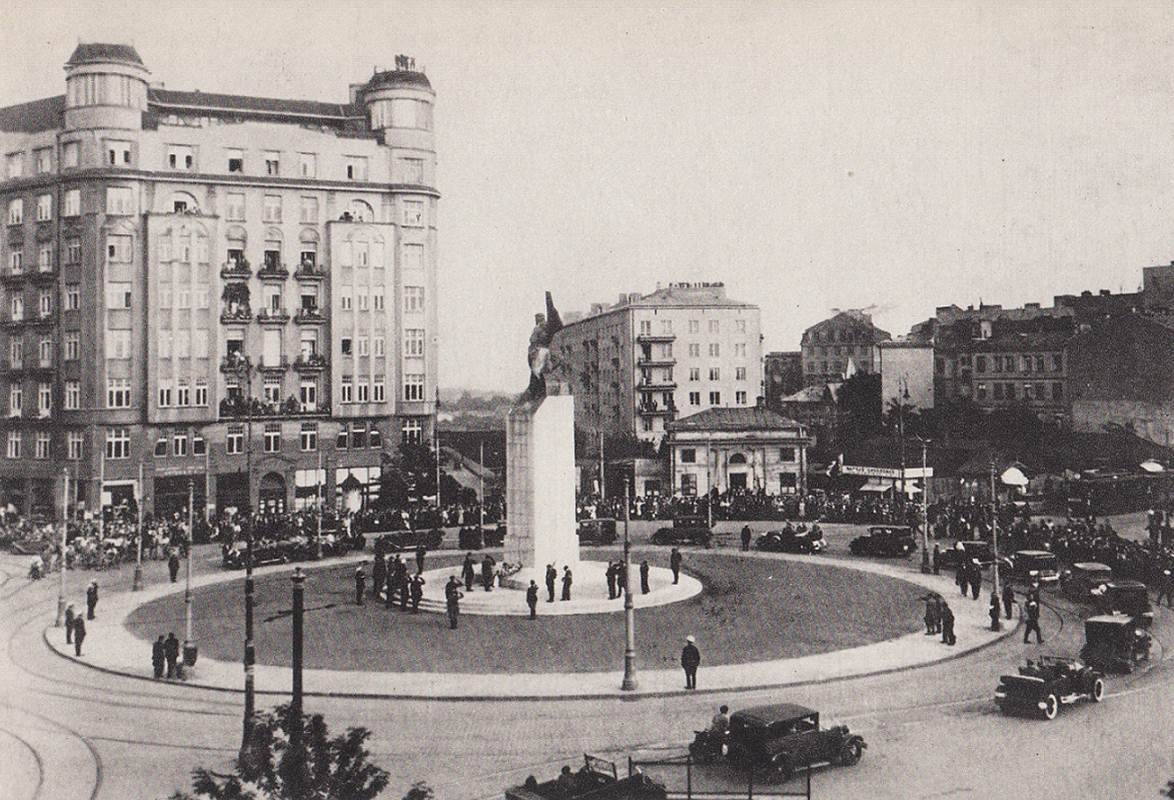
Памятник Авиатору. Варшава, 1930-е годы

Модель памятника была представлена в 1929 году на Национальной выставке в Познани. Первоначально памятник был установлен в 1932 году на площади Люблинской унии, на пересечении улиц Жвирки и Вигуры, Вавельской и Рашинской, на пути из варшавского аэропорта.
На открытии памятника официально присутствовал польский маршал Юзеф Пилсудский. Монумент высотою в 15 метров представлял собой фигуру лётчика, держащего в руке авиационный винт (пропеллер). На постаменте установлена символическая фигура авиатора, памятник увековечивает память двух лётчиков: Франтишка Жвирки и Станислава Вигуры. Эти знаменитые лётчики одержали победу на международных соревнованиях 1932 года. Национальные герои погибли в авиационной катастрофе — их самолёт разбился из-за грозы. Памятник Авиатора был один из первых в Европе монументов, посвящённых авиации.
В 1942 году на памятнике появился знак Котвица, символизирующий борьбу поляков и надежды на независимость во времена Второй мировой войны.
В годы Второй мировой войны в 1944 году после подавления Варшавского восстания памятник был разрушен нацистами. После окончания войны, фрагменты памятника были найдены в разных районах Варшавы и монумент был восстановлен по проекту художника-скульптора Альфреда Есёнова. Реконструкция проводилась на основе сохранившихся материалов скульптора Виттига. Открытие памятника после реконструкции состоялось 9 сентября 1967 года в переулке, ведущем от аэропорта Варшава-Окенце. Тогда в торжественной обстановке было проведено шествие офицеров лётных школ, а также воздушный и военный парады.
Ныне высота бронзовой статуи — 6 метров, постамента из красного гранита — 9 метров. Вес — 5 тонн.